# Skew (Hydrodynamik)
Skew zeigt sich bei Propellern durch eine Schweifung bzw. Rücklage von Flügeln entgegen der Vorwärtsdrehrichtung. Bei Skew-Propellern wird an den Flügelspitzen eine etwas kleinere und an der Nabe eine etwas größere örtliche Steigung erzeugt; d. h.: Im Nabenbereich wird eine positive und an den Flügelspitzen eine negative hydrodynamische Anstellwinkelkorrektur vorgegeben. Skew-Propeller haben in der Regel einen negativen Hang. Der Vorteil von „Skew“-Propellern besteht in einem größeren kavitationsfreien Anstellwinkel-Bereich. Mit wachsendem Skew werden die periodischen Druckschwankungen an der Außenhaut von Schiffen deutlich reduziert.